# NGC 6739
NGC 6739 ist eine linsenförmige Galaxie vom Hubble-Typ S0 im Sternbild Pfau am Südsternhimmel. Sie ist schätzungsweise 186 Millionen Lichtjahre von der Milchstraße entfernt und hat einen Durchmesser von etwa 135.000 Lichtjahren. Die Galaxie gilt als Mitglied der IC 4845-Gruppe (LGG 427).
Im selben Himmelsareal befinden sich die Galaxien NGC 6733, NGC 6746, IC 4815.
Das Objekt wurde am 7. August 1834 vom britischen Astronomen John Herschel entdeckt.